# Mã Thôn
Mã Thôn (chữ Hán giản thể: 马村区, Hán Việt: Mã Thôn khu) là một quận thuộc địa cấp thị Tiêu Tác (chữ Hán giản thể:焦作市), tỉnh Hà Nam, Cộng hòa Nhân dân Trung Hoa. Mã Thôn có toạ độ từ 35°16' độ vĩ bắc，113°17' độ kinh đông. Quận này có diện tích 118 km2, dân số năm 2002 là 140.000 người. 

## Hành chính
Quận Mã Thôn được chia ra các đơn vị hành chính gồm 7 nhai đạo: Mã Thôn, Bắc Sơn, Cửu Lý Sơn, Phùng Doanh, Đãi Vương, An Dương Thành và Diễn Mã.